# A flora of tropical Florida
A flora of tropical Florida (abreviado Fl. Trop. Florida) es un libro con ilustraciones y descripciones botánicas que fue escrito conjuntamente por Robert William Long & Olga Korhoven Lakela y publicado por la Universidad de Miami en  el año 1971 con el título, A flora of tropical Florida: a manual of the seed plants and ferns of Southern Peninsular Florida.